# Tîniv, Drohobîci
Tîniv (în ucraineană Тинів) este un sat în comuna Hrușiv din raionul Drohobîci, regiunea Liov, Ucraina.

## Demografie
Componența lingvistică a localității Tîniv
     Ucraineană (100%)
Conform recensământului din 2001, toată populația localității Tîniv era vorbitoare de ucraineană (100%).